# Јулио Радиловић Јулес
Јулио Радиловић - Јулес (Марибор, 25. септембар 1928 — Загреб, 26. јануар 2022) био је хрватски цртач стрипа.

## Биографија
Јулио Радиловић рођен је 1928. у Марибору. Од 1939. живи у Загребу. Цртачко-илустраторску каријеру започео је 1945. у „писмосликарском” (фирмописачком) атељеу Марија Салета (Mario Saletto).
Од 1948. до 1952. похађао је Школу примењених умјетности коју није завршио определивши се за каријеру слободнога уметника. Први објављени стрип му је Незнанац, из 1952, по сценарију Никше Фулгозија. а објављен је у Хоризонтовом забавнику. Радиловић је цртање стрипа преузео од Александра Маркса, а пре Маркса стрип су цртали Валтер Нојгебауер и Андрија Мауровић. Стрип Незнанац остао је недовршен пошто је Хоризонтов забавник престао излазити средином 1953.
Радиловић се професионално бавио стрипом од 1955. до 1989, када је пензионисан. Најчешће је сарађивао са сценаристом Звонимиром Фуртингером. Био је први председник Друштва аутора стрипа Хрватске. Учествовао је на многим самосталним и заједничким изложбама. На Првом салону стрипа у Винковцима добитно је "Grand Prix", а на Шестом Награду за животно дело.
Уврштен је у Светску енциклопедију стрипа Мориса Хорна и у Енциклопедију хрватске умјетности у издању Лексикографског завода.
Најпознатији је по стриповима с тематиком из хрватске и светске историје.
Од 1966. године члан је УЛУПУХ-а.

## Књиге (стрип албуми)
- Партизани, Вјесник, Загреб, 1985.
- Кроз минула стољећа, Загреб, 1986. (сценарист: Звонимир Фуртингер)
- Витез Trueblood, 1988. (сценарист: Лес Лили /Les Lilley/)
- Међугорје: Госпа и дјеца, вл. наклада, Загреб, 1989. (сценарист: Иво Миличевић, штампан на хрватском и још пет светских језика)
- Мартин из Загреба, Мартин у Загреб, Повијесни музеј Хрватске, Загреб, 1991. (сценарист: Јулес по идеји Марије Шерцер)
- Побуна у Кибоку, Загреб, 2000.
- Великани у стрип-анегдоти, Загреб, 2003.
- Заклетва хјуронског поглавице, Загреб, 2007.
- Herlock Sholmes: мајстор маске, Библиотека Кроз минула десетљећа, (сценарист: Звонимир Фуртингер), књига 1. Стрипфорум, Загреб, 2010.; књига 2. и књига 3. Стрипфорум, Загреб, 2013.[3]

## Nagrade
- 1984.: Grand Prix Винковци '84.
- 1985.: Награда УЛУПУХ-а '85.
- 1986.: Награда Андрија, као најбољи цртач у избору Клуба девете уметности из Љубљане.
- 1987.: Награда Пулчинела за суделовање на 8. Салону стрипа у Напуљу.
- 1996.: Награду за животно дело, додељена на 6. Салону стрипа у Винковцима.
- 2001.: Ред Данице хрватске с ликом Марка Марулића и награда мађарског фестивала стрипа.
- 2010.: Награда "Андрија Мауровић" за животно дело.[4][5]
- 2018.: Звање Витез од духа и хумора (Гашин сабор), додељују Центар за уметност стрипа Београд при Удружењу стрипских уметника Србије и Дечји културни центар Београд[6]